# Landesregierung Steinböck I
Die Landesregierung Steinböck I bildete die Niederösterreichische Landesregierung während der IV. Gesetzgebungsperiode von der Wahl des bisherigen Landesrates Johann Steinböck (ÖVP) zum neuen Landeshauptmann von Niederösterreich am 5. Mai 1949 bis zum Ende der Gesetzgebungsperiode am 6. Juli 1949. Die Wahl war notwendig geworden, nachdem der bisherige Landeshauptmann Josef Reither am 2. Mai 1949 sein Amt niedergelegt hatte. Als neuer Landesrat rückte Viktor Müllner (ÖVP) am 5. Mai 1949 als Landesrat nach. Nach dem Tod von Johann Haller (ÖVP) am 9. Mai 1949 wurde Johann Waltner am 19. Mai 1949 zum Landesrat gewählt.

## Regierungsmitglieder
| Amt                                                     | Name                 | Partei | Ressorts |
| ------------------------------------------------------- | -------------------- | ------ | -------- |
| Landeshauptmann                                         | Johann Steinböck     | ÖVP    |          |
| Landeshauptmannstellvertreter                           | August Kargl         | ÖVP    |          |
| Landeshauptmannstellvertreter                           | Franz Popp           | SPÖ    |          |
| Landesrat ab 19. Mai 1949                               | Johann Waltner       | ÖVP    |          |
| Landesrat                                               | Viktor Müllner       | ÖVP    |          |
| Landesrat                                               | Felix Stika          | SPÖ    |          |
| Landesrat                                               | Heinrich Schneidmadl | SPÖ    |          |
| Landesrat                                               | Laurenz Genner       | KPÖ    |          |
| Vorzeitig ausgeschiedene Mitglieder der Landesregierung |                      |        |          |
| Landesrat am 5. Mai 1949 verstorben                     | Johann Haller        | ÖVP    |          |